# Nowe (obwód doniecki)
Nowe (ukr. Нове) – osiedle na Ukrainie, w obwodzie donieckim, w rejonie kramatorskim. W 2001 liczyło 880 mieszkańców, spośród których 740 posługiwało się językiem ukraińskim, 133 rosyjskim, 1 białoruskim, a 6 innym.